# جاده صلاح‌الدین
جاده صلاح‌الدین بزرگراه اصلی نوار غزه، سرزمینی از دولت فلسطین است. این بزرگراه بیش از ۴۵ کیلومتر امتداد دارد و در کل طول نوار غزه از گذرگاه رفح در جنوب تا گذرگاه بیت حانون در شمال را در بر می‌گیرد. نام این جاده از نام صلاح‌الدین ایوبی، ژنرال مسلمان در قرن دوازدهم گرفته شده‌است. جاده صلاح‌الدین یکی از کهن‌ترین جاده‌های جهان است. ارتش مصر باستان، اسکندر مقدونی، اولین صلیبیون و ناپلئون بناپارت همگی در تلاش خود برای فتح شام در آن سفر کردند.